# You Have Killed Me
"You Have Killed Me" är den första singeln från Morrisseys album Ringleader of the Tormentors. Singeln släpptes den 27 mars, 2006 (28 mars i Nordamerika). Huvudspåret skrevs av Morrissey och Jesse Tobias.
Låttexten till huvudspåret refererar till Pier Paolo Pasolinis film från 1961, Accattone, med de två första raderna i texten ("Pasolini is me"/"Accattone you'll be"). Det har spekulerats mycket kring meningen med dessa rader. En del fans tror att det helt enkelt är ett exempel på Roms influens på Morrissey, medan andra tror att det är en referens till att förlora oskulden, då Accattone är Pasolinis första film. Låttexten nämner även Anna Magnani, Luchino Visconti, och på livespelningar ibland Federico Fellini.
Singeln nådde tredje plats på UK Singles Chart.

## Låtlista

### CD1
1. "You Have Killed Me"
2. "Good Looking Man About Town"

### CD2
1. "You Have Killed Me"
2. "Human Being"
3. "I Knew I Was Next"
4. "You Have Killed Me" (video)

### 7"
1. "You Have Killed Me"
2. "Good Looking Man About Town"

### Den amerikanska/kanadensiska utgåvan
1. "You Have Killed Me"
2. "Human Being"
3. "Good Looking Man About Town"
4. "I Knew I Was Next"

## Musiker
- Morrissey: sång
- Boz Boorer: gitarr
- Jesse Tobias: gitarr
- Alain Whyte: gitarr
- Gary Day: elbas
- Michael Farrell: keyboard
- Matt Chamberlain: trummor